# Saint-Boingt
Saint-Boingt é uma comuna francesa na região administrativa de Grande Leste, no departamento de Meurthe-et-Moselle. Estende-se por uma área de 8,14 km². Em 2010 a comuna tinha 73 habitantes (densidade: 9 hab./km²).